# Edwin Taylor Pollock
Edwin Taylor Pollock (25 de octubre de 1870-4 de junio de 1943) fue un oficial de la Armada de los Estados Unidos que sirvió en la Guerra hispano-estadounidense y en la Primera Guerra Mundial. Posteriormente fue ascendido a capitán. Al igual que ocurría con muchos otros oficiales de la Armada, su nombre fue a menudo abreviado con las iniciales ET Pollock. Cuando era un joven alférez, Pollock sirvió a bordo del USS New York durante la Guerra hispano-estadounidense. Después de la guerra continuó su carrera sirviendo en varias naves e hizo importantes investigaciones en comunicación inalámbrica. 
En 1917 —durante la semana anterior a la fecha de entrada de los Estados Unidos en la Primera Guerra Mundial— Pollock se convirtió en el primer gobernador interino de las Islas Vírgenes de los Estados Unidos tras una dura pugna con otro oficial. Durante la Gran Guerra ascendió a capitán y bajo su mando más de sesenta mil soldados estadounidenses fueron transportados a Francia, por lo cual fue galardonado con la Cruz de la Armada. Tras el fin de la guerra, se le nombró gobernador naval de la Samoa Americana y más tarde superintendente del Observatorio Naval de los Estados Unidos, cargo que desempeñó hasta su retiro en 1927.

## Carrera
Originario de Mount Gilead, un pequeño pueblo en el estado de Ohio, Pollock asistió a la Academia Naval de Estados Unidos y fue asignado como midshipman (oficial cadete) al USS Lancaster y al USS Monocacy. Se graduó como alférez en 1893. Tras su graduación volvió a Ohio y se casó con Beatrice E. Law Hale el 5 de diciembre. Dos semanas más tarde, fue asignado al crucero USS New York. Posteriormente se le trasladó al USS Machias para una expedición a China. Permaneció con su unidad en China durante dos años y medio como parte de la Escuadra Asiática para, a continuación, pasar al USS Detroit antes de regresar a Estados Unidos en 1897. A su regreso, el estallido de la Guerra hispano-estadounidense era cuestión de tiempo y se le reasignó al USS New York, en el que prestó servicio en Cuba y Puerto Rico y participó en la batalla naval de Santiago de Cuba contra la escuadra española.
En enero de 1900, fue ascendido a teniente y asignado al USS Alliance. Durante el año siguiente sirvió en el USS Dolphin y el USS Buffalo. A bordo del Buffalo regresó a la Escuadra Asiática, que servía cerca de China, y finalmente se le trasladó al USS Brooklyn, buque insignia de la escuadra. Permaneció a bordo del Brooklyn hasta su regreso a casa en mayo de 1902. Después de un breve permiso, Pollock sirvió durante algo más de un año a bordo del USS Chesapeake. Posteriormente pasó al USS Cincinnati durante otro año y luego se le asignó a la base naval de Cavite, en las Filipinas, al tiempo que era ascendido a capitán de corbeta en febrero de 1906.
Su primer mando como capitán de corbeta fue el del USS Alabama. En 1910 se le trasladó al USS Massachusetts, en el que ascendió a comandante en marzo de 1911.

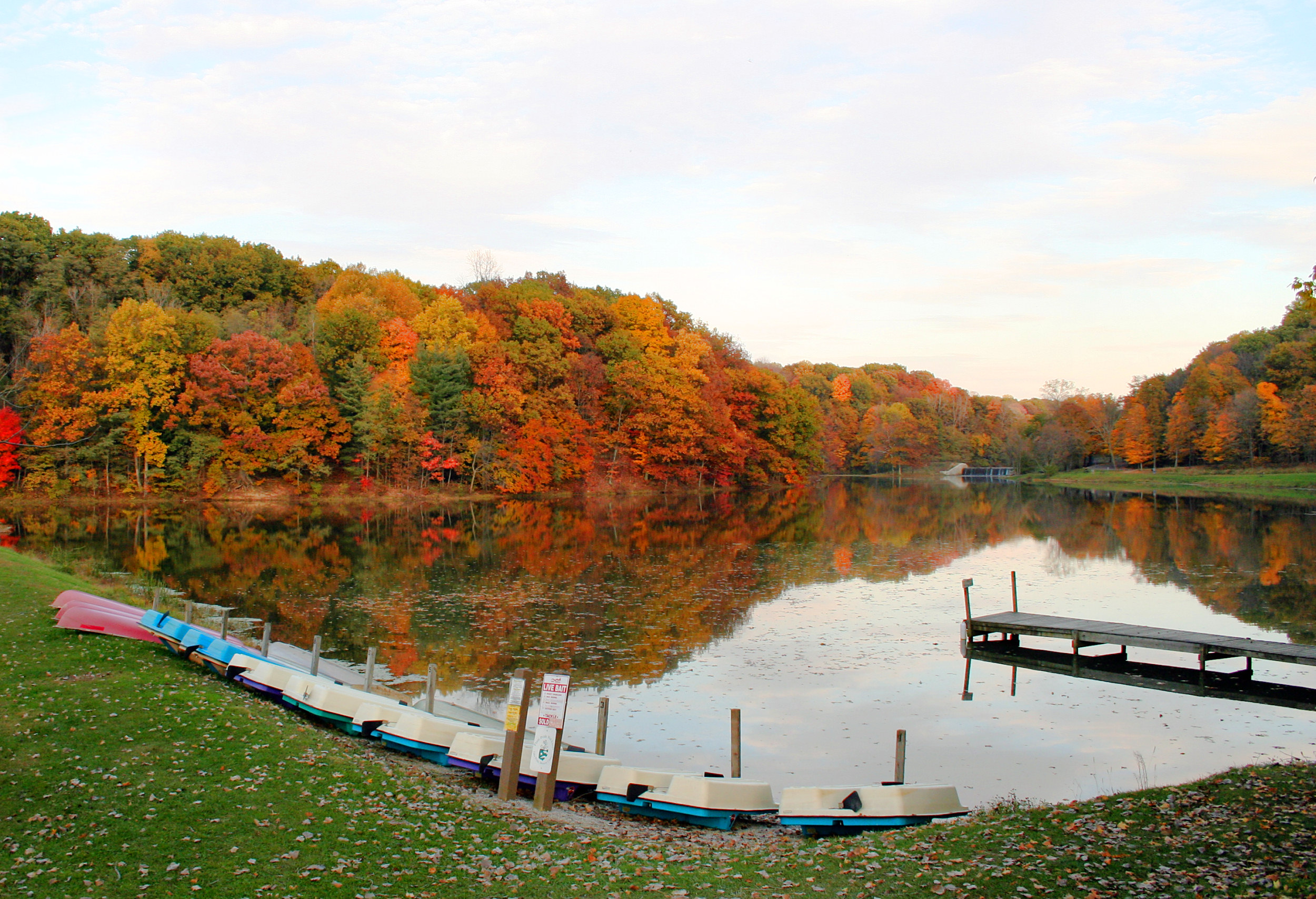
Un parque en la localidad natal de Pollock (2005)

Tras su promoción, Pollock comandó el USS Virginia y el USS Kearsarge (1912-1913) antes de ser nuevamente trasladado, esta vez al Observatorio Naval de los Estados Unidos. En el tiempo que mandó el USS Kearsarge, Pollock también comandó muy brevemente el USS Salem; su tiempo como capitán del buque fue suficiente para que el Salem obtuviera nuevos récord mundiales en una serie de experimentos sobre configuraciones inalámbricas. Para esta hazaña se equipó al Salem con dieciséis tecnologías diferentes en telegrafía sin hilos. En un viaje y estancia en Gibraltar a comienzos de 1913 con Pollock al mando, se probaron todos los nuevos equipos y se estableció una nueva marca mundial de 3900 kilómetros en telegrafía a larga distancia sin hilos mediante la utilización de un aparato Poulsen, basado en los avances del inventor danés Valdemar Poulsen. También se realizaron otros experimentos para probar nuevas tecnologías inalámbricas en situaciones de tiempo inestable o durante la noche.
En 1916, Pollock obtuvo el mando del USS Alabama, barco del que ya había sido su navegante.

## Islas Vírgenes de los Estados Unidos

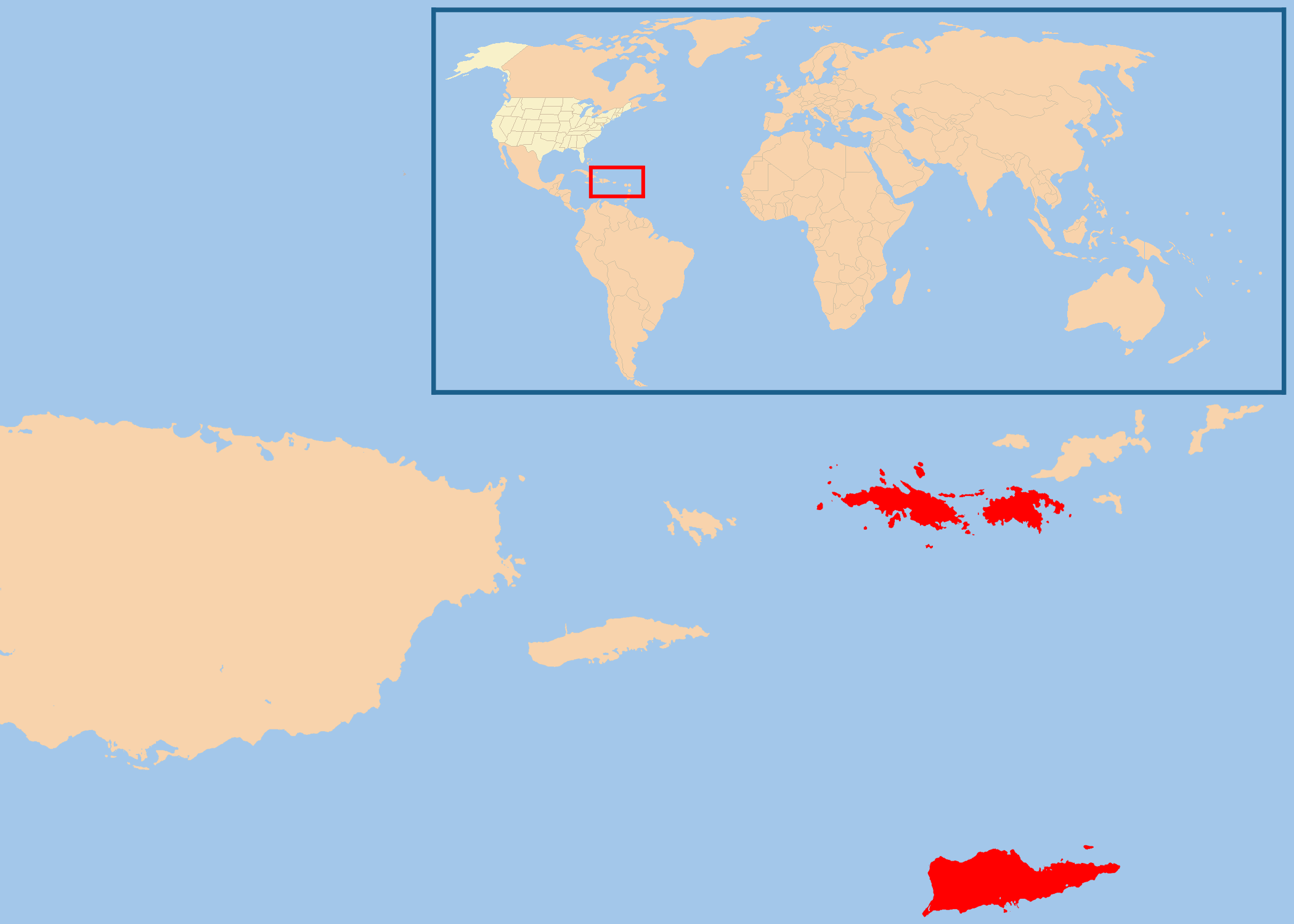
Localización de las Islas Vírgenes de Estados Unidos

En los últimos días antes de la entrada de Estados Unidos en la Primera Guerra Mundial, varios sectores de las Fuerzas Armadas estadounidenses expresaron su preocupación de que Alemania tuviera la intención de apoderarse o comprar las Indias Occidentales Danesas y utilizarlas como base para sus submarinos o dirigibles. En ese momento, se consideraba Carlota Amalia en Saint Thomas, junto a Coral Bay en San Juan, el mejor y más seguro de los puertos del Caribe (excluyendo Cuba). Aunque EE. UU. no estaba aún en guerra con Alemania, el país firmó un tratado para adquirir los territorios daneses de ultramar por un precio de veinticinco millones de dólares el 28 de marzo de 1917. Tras su adquisición, el presidente Wilson nombró a James Harrison Oliver primer gobernador militar estadounidense de las islas. Además, Estados Unidos anunció la construcción de una base naval para una mejor protección del Canal de Panamá.
Oliver no pudo viajar de inmediato a las islas y el honor de convertirse en el primer gobernador interino de las Islas Vírgenes de EE. UU. se decidió de una manera inusual. Tanto Pollock, al mando del USS Hancock, como B. B. Blerer, capitán del USS Olympia, fueron enviados a las islas. Quien llegara el primero se convertiría en gobernador interino. Pollock llegó primero y la ceremonia de investidura se celebró el 31 de marzo de 1917 en Saint Thomas. Blerer también ofició una pequeña ceremonia en Saint Croix. En la toma de posesión se encontraba la tripulación danesa del crucero Valkyrien y el antiguo gobernador danés de la isla. Estados Unidos declaró la guerra a Alemania el 6 de abril, menos de una semana después de obtener las islas. El Congreso confirmó a Oliver como gobernador el 20 de abril y Pollock abandonó su efímero cargo.

## Primera Guerra Mundial

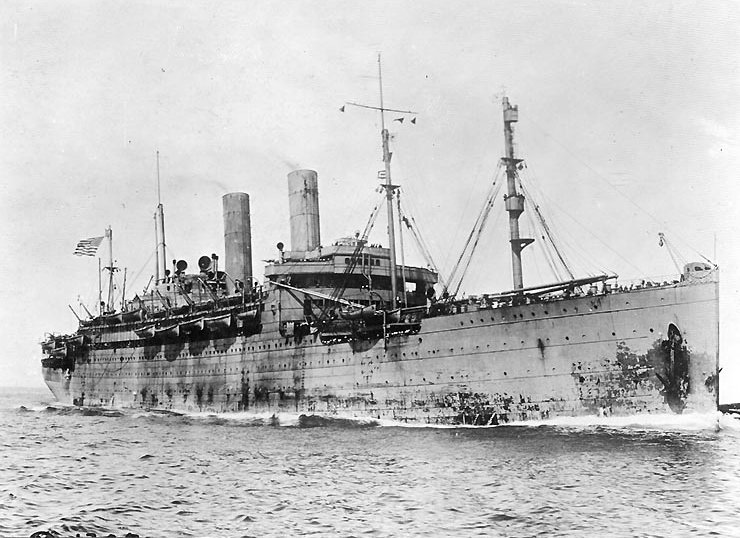
El George Washington, comandado por Pollock durante la Primera Guerra Mundial

Ascendió a capitán el 1 de enero de 1917. Tras un primer mando en los convoyes a Francia con el USS Hancock durante la Primera Guerra Mundial, Pollock fue nombrado capitán del USS George Washington, un crucero alemán que el Gobierno de Estados Unidos había incautado para su uso como buque de transporte de tropas. Se lo rebautizó George Washington en septiembre de 1917 y Pollock recibió su mando el 1 de octubre de 1917. En diciembre realizó su primera misión de transporte de tropas a Europa. Durante la guerra, Pollock transportó con éxito a 60 000 soldados estadounidenses a Francia en dieciocho travesías de ida y vuelta en los barcos bajo su mando directo. En los convoyes a su mando, más de 140 000 soldados pasaron a Francia. En 1918 el George Washington fue el encargado de transportar al presidente estadounidense, Woodrow Wilson, a la Conferencia de Paz de París, aunque Pollock no comandó este viaje, pues se le había enviado a otro destino el 29 de septiembre de 1918.
En sus viajes a bordo del George Washington, Pollock y el capellán Paul F. Bloomhardt editaron un periódico. Tras la guerra, las historias del periódico fueron reunidas y publicadas en 1919 en la editorial J. J. Little & Ives co. bajo el nombre Hatchet of the United States Ship «George Washington». Tras la guerra, se trasladó a Pollock al acorazado USS Oklahoma, perteneciente a la Flota del Pacífico. El 10 de noviembre de 1920, se le concedió a Pollock la Cruz de la Armada por sus servicios durante la guerra.

## Samoa Americana

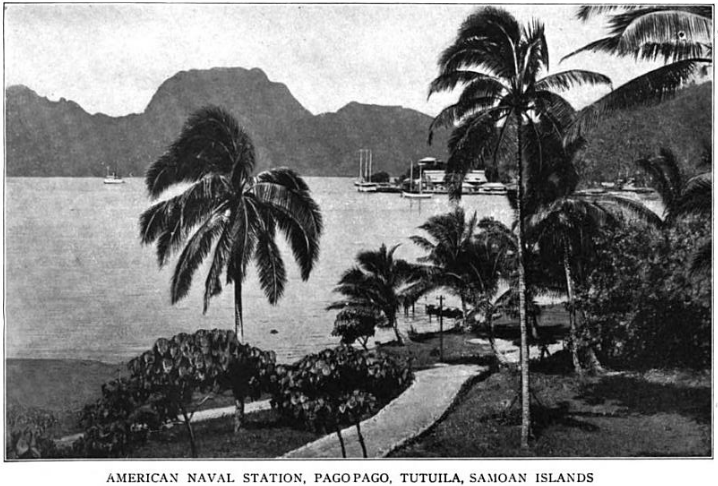
Base naval estadounidense en Pago Pago en la década de 1920.

El 30 de noviembre de 1921, Pollock abandonó el mando del Oklahoma para convertirse en el gobernador militar de la Samoa Americana. Una serie de sucesos personales y políticos llevaron al anterior gobernador, Warren Terhune, a suicidarse el 3 de noviembre de 1920 y Waldo A. Evans fue nombrado nuevo gobernador para llevar a cabo una investigación judicial sobre lo sucedido. Pollock sucedió a Evans, quien había conseguido restaurar con éxito el gobierno y la economía de la isla después de un período de gran agitación. En ese momento, Samoa, una isla con unos 8000 habitantes, era administrada únicamente por un equipo de doce oficiales y un gobernador. La importancia de la isla residía en su excelente puerto de Pago Pago.

Localización exacta de la Samoa Americana, diferenciándose del resto de las islas que conforman el archipiélago, la antigua Samoa Alemana u Occidental que más tarde formó el Estado Independiente de Samoa.

A partir de 1920, un movimiento llamado Mau (término samoano traducido como oposición), se formó en la Samoa Americana en protesta por una serie de medidas gubernamentales que los nativos (y algunos foráneos) encontraron muy negativa. El movimiento pudo haber sido inspirado por uno similar nacido en la cercana Samoa Occidental que se oponía al colonialismo alemán y más tarde al neozelandés. Algunas de las quejas iniciales del movimiento Mau incluían la denuncia de la mala calidad de las carreteras, la prohibición de que los nativos y los no nativos pudieran casarse entre ellos y la discriminación que el sistema de justicia ejercía sobre la población local, a menudo debido a que el conocimiento de la ley no era accesible a la población. Además, la Armada de Estados Unidos prohibió la asamblea donde se reunían los líderes de Samoa, órgano considerado el legítimo Gobierno del territorio por su población.
El movimiento creció en importancia y culminó con una proclamación de Samuel S. Ripley, miembro de una familia samoana afakasi o mestiza con numerosas propiedades en las islas en la que afirmaba ser el dirigente del Gobierno legítimo, sucesor del anterior a 1899. Evans se reunió con varios destacados jefes locales y aseguró su consentimiento a que continuase el gobierno naval. Ripley había viajado a Washington para reunirse con el secretario de la Armada, Edwin C. Denby; al intentar volver a Samoa, Evans no le permitió entrar y tuvo que exiliarse en California, donde incluso se convirtió en alcalde de Richmond. Tras ser nombrado gobernador, Pollock continuó la colonización iniciada por su predecesor. Casi inmediatamente después de llegar a la isla, Pollock y el secretario de Asuntos Nativos, S. D. Hall, se reunieron con los representantes de la Mau, convirtiéndose en el primer gobernador en hacerlo. Poco después, algunos miembros y fracciones de la Mau se disolvieron o abandonaron el movimiento, aunque este continuaría activo durante trece años más.
El resto del tiempo que Pollock fungió como gobernador fue menos agitado, pudiéndose destacar una exploración de Tonga en mayo de 1923 donde Pollock descubrió una especie de tortuga, ya descrita por el capitán Cook en su expedición de 1773 y conocida por tener una longevidad de más de ciento cincuenta años. Pollock abandonó su cargo de gobernador en septiembre de 1923.

## Observatorio Naval de Estados Unidos

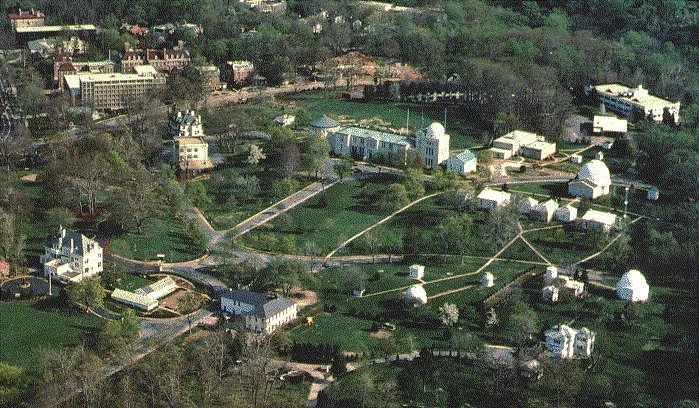
Vista aérea del moderno complejo del Observatorio Naval de Estados Unidos en 2004.

Inmediatamente después de abandonar Samoa, Pollock fue nombrado superintendente del Observatorio Naval de Estados Unidos en Washington D. C., en sustitución del almirante William D. MacDougal.
El 22 de agosto de 1924, Marte se situó a 55 730 000 kilómetros (unas 34,63 millones de millas) de la Tierra. El Observatorio Naval de EE. UU. no hizo observaciones formales del planeta, pero Pollock, junto al hijo del astrónomo Asaph Hall, redescubrieron y observaron los dos satélites de Marte, Fobos y Deimos, descubiertos en 1877 por Hall padre. También hicieron observaciones para intentar calcular las masas de ambas lunas.
El 24 de enero de 1925, Pollock comandó el dirigible USS Los Ángeles en un vuelo en Lakehurst, Nueva Jersey, para fotografiar un eclipse solar desde una altura de 2400 metros (unos 8000 pies); fue la primera vez en la historia en que un eclipse se fotografió desde el aire.

## Jubilación y retiro

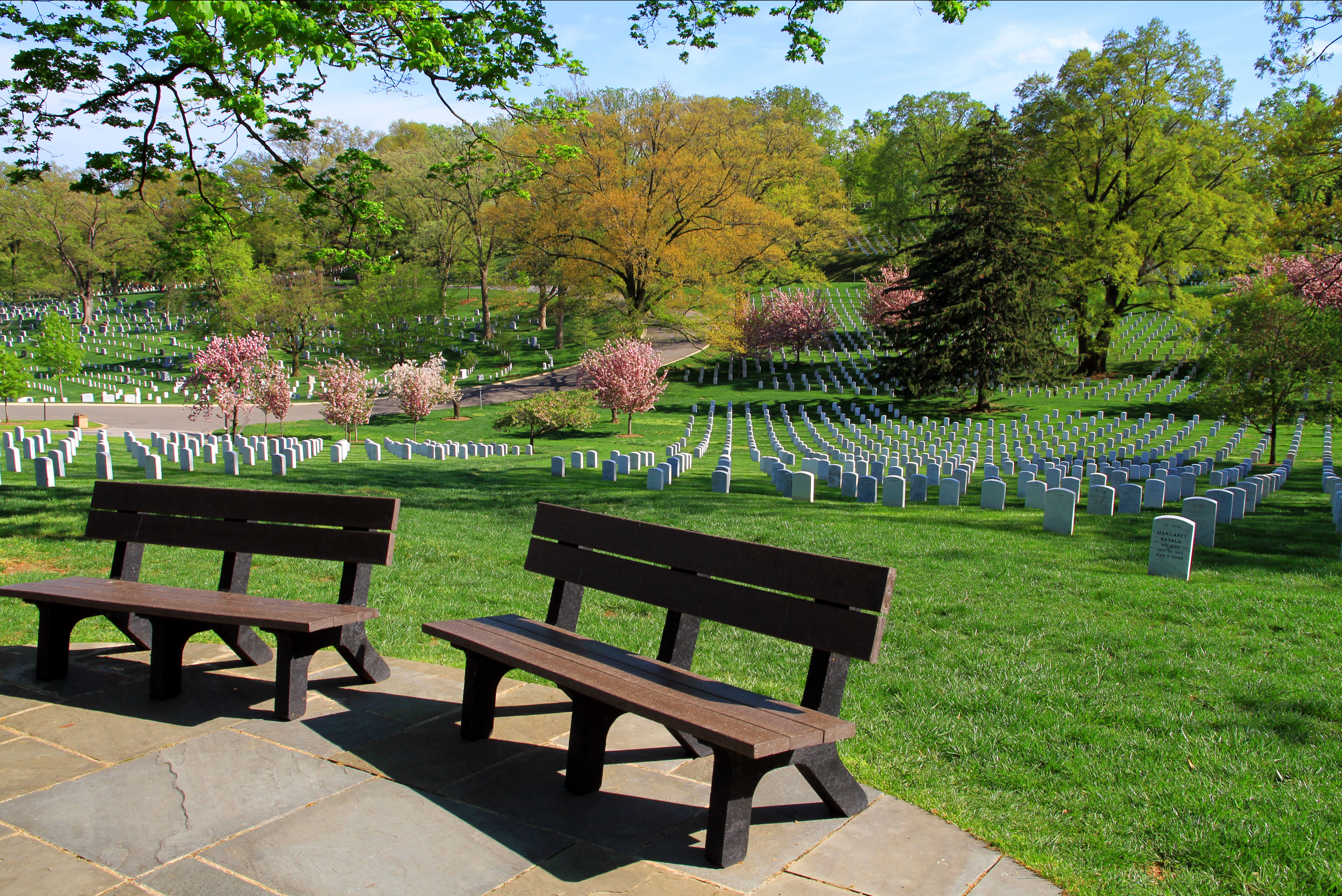
Cementerio Nacional de Arlington, lugar donde se encuentra enterrado Pollock

Pollock se retiró en 1927 y el capitán Charles F. Freeman le reemplazó como superintendente. En 1925, Pollock y su esposa compraron una casa de verano en Jamestown, Rhode Island. En 1932 se le nombró director de la Jamestown Historical Society. También se interesó por la genealogía y publicó varias obras sobre la historia de su familia durante la década de 1930. Murió el 4 de junio de 1943 tras una larga enfermedad y fue enterrado en el Cementerio Nacional de Arlington el 7 de junio de 1943.

## Obras
- Hatchet of the United States Ship George Washington, editado por Pollock junto a Paul F. Bloomhardt.[32] Publicado en 1919, se trata de una recopilación de historias procedentes del The Hatchet, el periódico que se imprimía a bordo del USS George Washington durante su participación en la Primera Guerra Mundial.